# Festuca nitidula
Festuca nitidula är en gräsart som beskrevs av Otto Stapf. Festuca nitidula ingår i släktet svinglar, och familjen gräs. Inga underarter finns listade i Catalogue of Life.